# 다카사키 리키
다카사키 리키(일본어: 高嵜 理貴 1970년 7월 11일 ~ )는 일본의 전 축구 선수이다.

## 구단 경력
과거 사간 도스, 제프 유나이티드 이치하라, 가시마 앤틀러스, 오이타 트리니타, 나고야 그램퍼스 에이트에서 활동하였다.